# مارتین آلن
مارتین آلن (انگلیسی: Martin Allen؛ زادهٔ ۱۴ اوت ۱۹۶۵) بازیکن فوتبال اهل بریتانیا است.
از باشگاه‌هایی که در آن بازی کرده‌است می‌توان به باشگاه فوتبال پورتسموث، باشگاه فوتبال کویینز پارک رنجرز، باشگاه فوتبال ساوتند یونایتد، و باشگاه فوتبال وستهام یونایتد اشاره کرد.
وی همچنین در تیم ملی فوتبال زیر ۲۱ سال انگلستان بازی کرده‌است.